# خورشیدگرفتگی ۱۱ ژوئیه ۱۹۹۱
خورشیدگرفتگی ۱۱ ژوئیه ۱۹۹۱ (به انگلیسی: Solar eclipse of July 11, 1991) یک خورشیدگرفتگی از نوع خورشیدگرفتگی کامل است. این خورشیدگرفتگی در تاریخ ۱۱ ژوئیه ۱۹۹۱ میلادی (‎۲۰ تیر ۱۳۷۰ خورشیدی) روی داد که زمان اوج آن، ساعت ۱۹:۰۷:۰۱ به‌وقت ساعت هماهنگ جهانی بوده‌است. مدت زمان و طول این خورشیدگرفتگی ۶ دقیقه و ۵۳ ثانیه بود.

## نگارخانه

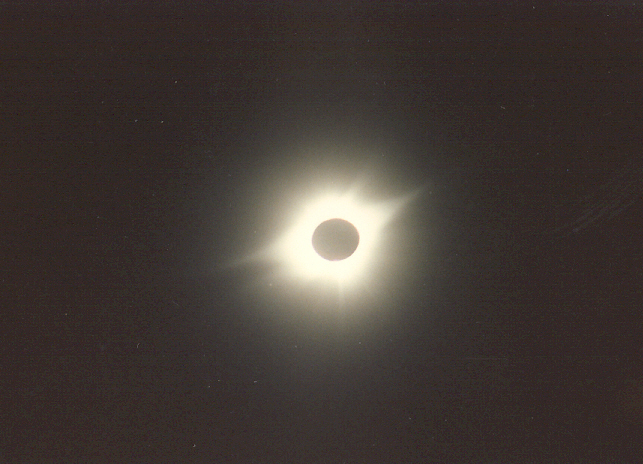
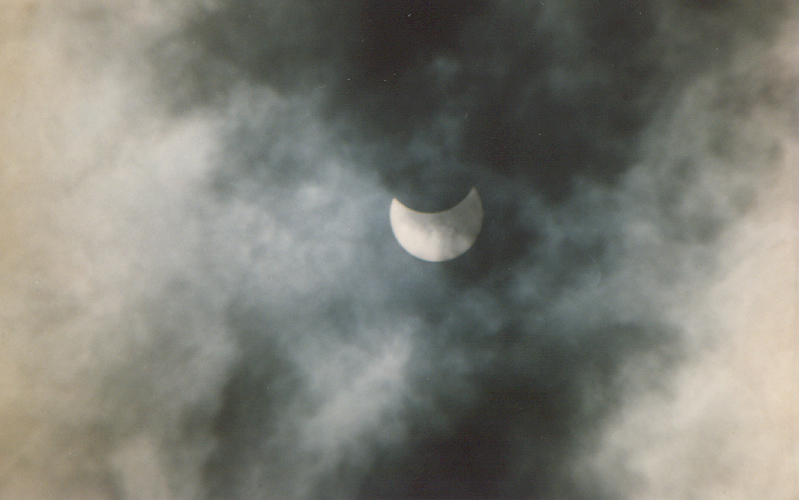